# San Potito
Potito (Serdica, II secolo – Tricarico, 160) fu un pagano convertitosi al Cristianesimo e per questo martirizzato da Antonino Pio. È venerato come santo dalla Chiesa cattolica.

## Agiografia

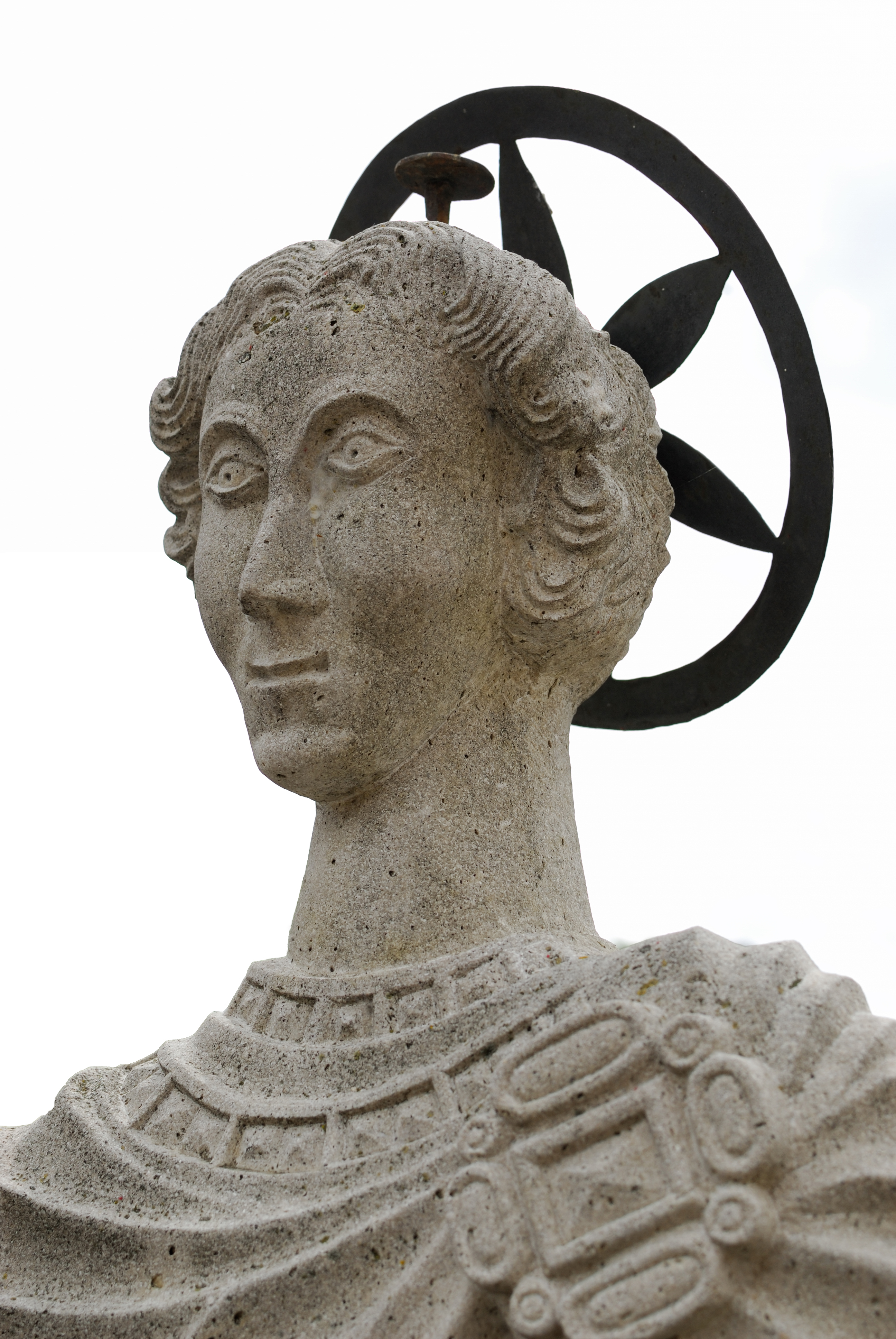
Particolare della statua di San Potito sulla porta di Sant'Antonio Abate (Ascoli Satriano)

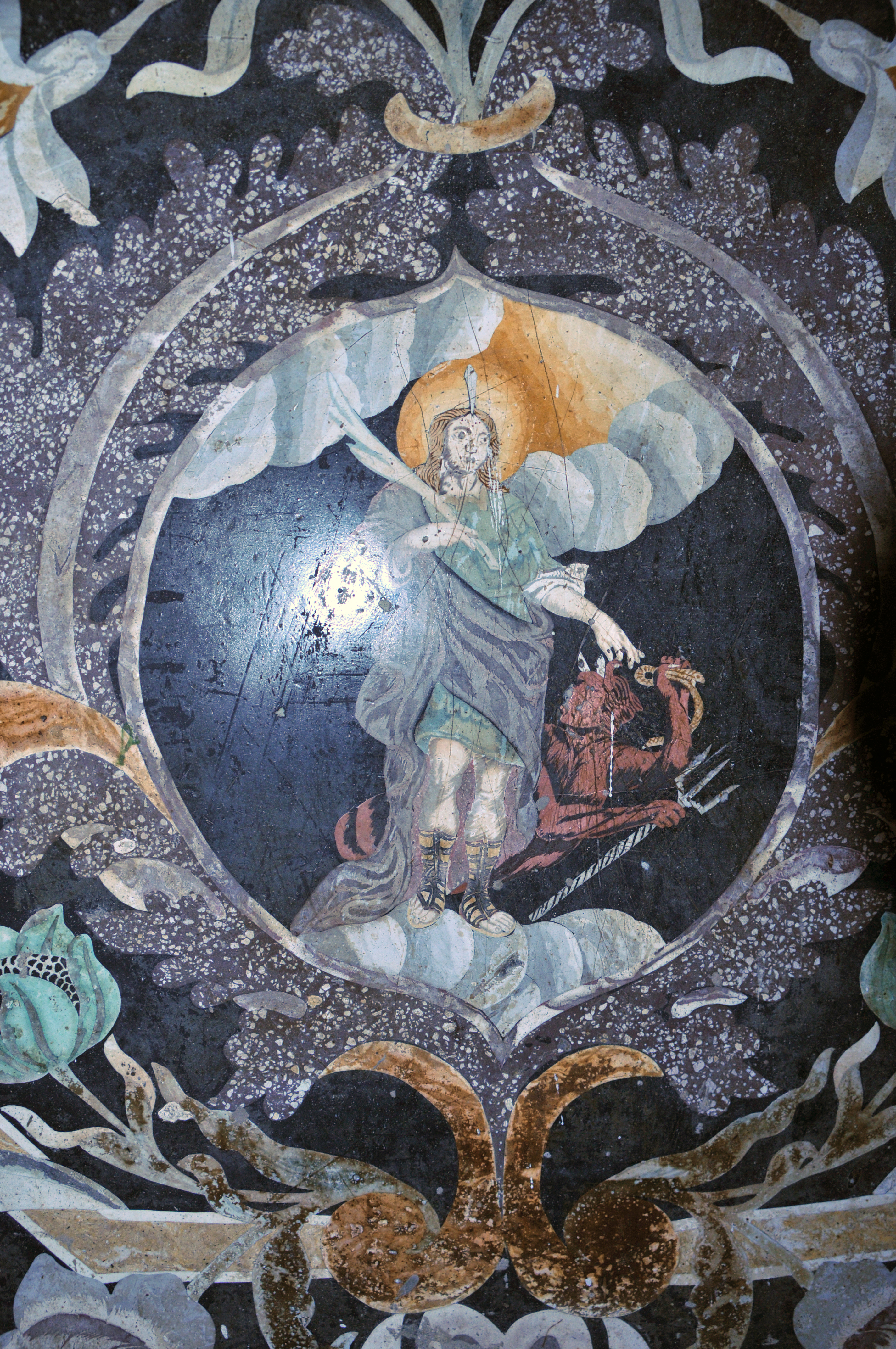
Disegno marmoreo di San Potito, Chiesa di San Giovanni Battista (Ascoli Satriano)

Potito (Potitus), adolescente, apparteneva ad una ricca famiglia pagana, così come tramanda uno scritto del IX secolo. Le fonti su questo santo parlano di diversi miracoli, pur non verificabili storicamente: in particolare avrebbe liberato dal diavolo la figlia dell'imperatore Antonino Pio, che prima lo diede in pasto ai leoni, ma essi di fronte a lui divennero docili, dopo lo gettò nell'olio bollente e Potito ne uscì indenne, allora gli fece tagliare la testa a causa della sua fede.
Alcuni scrittori cagliaritani, confondendo il luogo di nascita con la Sardegna, lo hanno voluto oriundo dell'Isola e, nello specifico, di Cagliari, costruendo attorno alla sua figura leggende senza fondamento:
(Passo estratto da La Storia della Sardegna di M. A. Gazano, 1777)
Il culto è ancora vivo nell'area meridionale della Sardegna mentre è quasi sconosciuto nell'area nord.
I manoscritti più antichi - sin d'ora conservati - contenenti la Passio Sancti Potiti sono: a) Il Codex Latinus Monacensis 3514, detto anche codex Velseri o codice Velseriano che, secondo il Lowe ha definito proveniente dalla Francia settentrionale e datato nei suoi Codices latini antiquiores della metà del VIII secolo. Così denominato perché appartenuto a Markus Welser - ora presso la Bayerische Staatsbibliothek di Monaco di Baviera: pergamenaceo, in scrittura semionciale - VIII secolo. Il codice in commento - tra l'altro - fu prestato dal suo possessore - Marco Velserio di Augusta al bollandista Eriberto Rosviedo, in data 7 febbraio 1608, al fine di redigere l'edizione della Passio negli Acta Sanctorum bollandiani di Gennaio. b) il codice MP.TH Q.28a dell'Universitätsbibliothek di Würzburg, proveniente dalla cattedrale di Würzburg: membranaceo, con scrittura anglosassone usata sul continente, di varie mani del secolo VIII. Gli studiosi Lepore e Cavallo affermano che trattasi - verosimilmente - del "Testo originale della Passio Sancti Potiti" e - probabilmente - proveniente dal monastero beneventano di Santa Sofia, risalente al VII secolo. 
La seconda e più tarda redazione della Passio è presente nel codice VIII. B. 3 della Biblioteca Nazionale di Napoli. Non si sa per certo se il codice VIII. B. 3 coincida con il codex pervetustus del monastero di San Potito in Napoli da cui padre Beatillo traeva una copia consegnata, nel 1643, ai Bollandisti, nel tracciare la loro edizione della seconda Passio di San Potito. Ad ogni buon conto, sia i manoscritti più antichi che quelli più tardi convergono su un dato di particolare importanza: il luogo del Martirio del Santo in terre di Puglia e - segnatamente - presso Ascoli Satriano. Nel mentre, svariate interpretazioni - di carattere scientifico - sono state offerte riguardo la patria di origine del Santo, posto - peraltro - che non esiste alcuna fonte orientale in merito. Gli studiosi si sono concentrati su un toponimo in particolare: Sertica/Serdica/Sardica/Serdicia/Sertiena. In sintesi: Giovanni Fara, Baronio, Arca, Serpi, Dimas, D'Engenio, De Vipera a partire dal 1580 lo attribuirono alla Sardegna, avendo confuso la Serdica della Passio con la Sardinia; Caracciolo, Regio, Monaco e Resweid lo attribuirono alla Sardica asiatica pur non esistendo alcun documento liturgico orientale in merito alla commemorazione del Maritre Potito. Mallardo, Mostardi, Capriglione, Santucci, Mottola, Saxser affermano che il luogo d'origine sia da ricercare in Puglia. Segnatamente: Mallardo, Santucci, Mottola propendono per Ascoli Satriano; Mostardi: Ordona; Capriglione: Ordona/ Ascoli Satriano.

## Culto
Venerato come santo e martire dalla Chiesa cattolica, è il patrono principale di Tricarico e della diocesi omonima. La sua memoria liturgica cade il 14 gennaio. Le sue reliquie sono custodite a Tricarico, nella cattedrale di Santa Maria Assunta. Si racconta che il 14 gennaio 1506, mentre era vescovo di Tricarico monsignor Agostino de Guarino, "chierico Liviense (forlivese)", le reliquie del santo "furono rinvenute nella chiesa della Santissima Trinità, tenuta dall'Ordine dei Cavalieri di Malta".

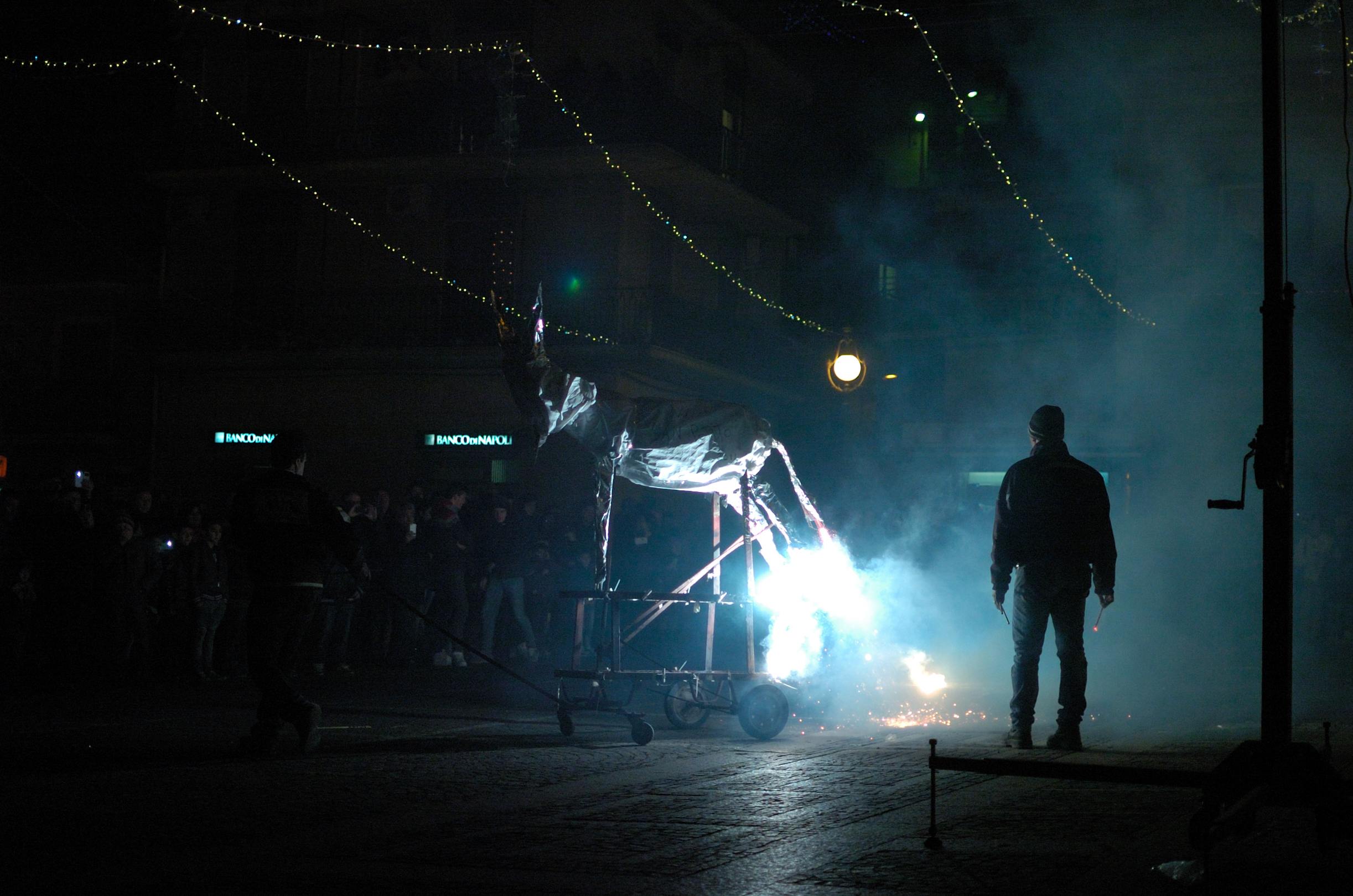
Sparo del Ciuccio di San Potito (Ascoli Satriano)

San Potito è anche il patrono principale di Ascoli Satriano e della diocesi di Cerignola-Ascoli Satriano.
Ad Ascoli Satriano è presente una chiesa intitolata al santo, invece nell'ex cattedrale della città è conservato un busto di San Potito in argento che conserva una sua ulna.
Ad Ascoli Satriano viene festeggiato il 14 gennaio, e dal 18 al 20 agosto per consentire a chi non può assistere alla celebrazione di gennaio. Il busto del santo viene portato in processione per le vie del paese e poi riportato in cattedrale e nella piazza di fianco ad essa si brucia il cosiddetto "ciuccio".
La leggenda narra che un mulattiere di Tricarico si dirigeva verso Ascoli Satriano, sul tratturo Palmo-Palazzo d'Ascoli-Foggia e il torrente Carapelle. Nella sua carovana vi era un asino che stanco per il lungo viaggio e per il pesante carico che trasportava, affondò nei fanghi della mefite da dove non poté in alcun modo essere tirato fuori.
Il mulattiere spostò il carico di merci sulla soma di un'altra bestia e, senza perdere tempo, soppresse il povero asino sul posto. Da buon commerciante, ebbe cura di scuoiarlo per vendere la sua pelle. Prima di rimettersi in cammino, rivolse una preghiera a San Potito, che si diceva martirizzato in quella località.
Percorso un tratto di strada, il mulattiere sentì i ragli lamentosi del suo asino. Impressionato dal fenomeno tornò indietro e vide la bestia scuoiata venirgli incontro.
Felice del recupero della bestia, le rimise addosso la pelle ma a rovescio. L'asino, così conciato, lo guidò nuovamente sulla mefite, dove era risorto miracolosamente. Tornato in quel posto il mulattiere, convinto di trovarsi di fronte a un evento straordinario, prese a scavare, pregando, tra i fanghi della mefite, dai quali affiorò il corpo intatto di un adolescente. Certo di aver scoperto il corpo di San Potito, il mulattiere compose degnamente le sacre spoglie e per commemorare l'evento prodigioso, gli ascolani presero a recarsi in pellegrinaggio sul luogo del martirio del loro Santo.

## Patronati
- Ascoli Satriano
- San Potito Sannitico
- San Potito Ultra
- Tricarico
- Diocesi di Cerignola-Ascoli Satriano
- Diocesi di Tricarico